# Думбравица (Тимиш)
Думбравица (рум. Dumbrăviţa) насеље је у Румунији у округу Тимиш у општини Думбравица. Oпштина се налази на надморској висини од 94 m.

## Историја
По "Румунској енциклопедији" место је основано 1891. године. Насељени су ту Мађари из места Сентеш у Мађарској. Од 1921-1922. године ту су дошле румунске породице из Руског Села и Великог Торка, места у српском делу Баната. Када су дошле још неке румунске породице 1927. године основана је румунска православна парохија.

## Становништво
Према подацима из 2002. године у насељу је живело 2693 становника.

### Попис2002.
| Расподела становништва по националности 2002.‍ | Расподела становништва по националности 2002.‍ | Расподела становништва по националности 2002.‍ | Расподела становништва по националности 2002.‍ | Расподела становништва по националности 2002.‍ |
| --------------------------------------------- | --------------------------------------------- | --------------------------------------------- | --------------------------------------------- | --------------------------------------------- |
|                                               |                                               |                                               |                                               |                                               |
| Румуни                                        | Румуни                                        |                                               | 1.576                                         | 58,7%                                         |
| Мађари                                        | Мађари                                        |                                               | 1.054                                         | 39,2%                                         |
| Роми                                          | Роми                                          |                                               | 3                                             | 0,1%                                          |
| Украјинци                                     | Украјинци                                     |                                               | 8                                             | 0,3%                                          |
| Немци                                         | Немци                                         |                                               | 32                                            | 1,2%                                          |
| Срби                                          | Срби                                          |                                               | 13                                            | 0,5%                                          |

### Хронологија
| Година       | 1992 | 1993 | 1994 | 1995 | 1996 | 1997 | 1998 | 1999 | 2000 | 2001 | 2002 | 2003 | 2004 | 2005 | 2006 | 2007 | 2008 | 2009 | 2010 | 2011 | 2012 | 2013 | 2014 | 2015 | 2016 | 2017  |
| ------------ | ---- | ---- | ---- | ---- | ---- | ---- | ---- | ---- | ---- | ---- | ---- | ---- | ---- | ---- | ---- | ---- | ---- | ---- | ---- | ---- | ---- | ---- | ---- | ---- | ---- | ----- |
| Становништво | 2712 | 2646 | 2589 | 2532 | 2499 | 2445 | 2454 | 2489 | 2504 | 2509 | 2513 | 2541 | 2610 | 2738 | 2937 | 3248 | 3633 | 4178 | 4671 | 5323 | 5947 | 6588 | 7221 | 7951 | 8937 | 10150 |